# 皇家特工：間諜密令
《金牌特務》（英語：Kingsman: The Secret Service）是一部於2014年上映，由英國、美國合拍的諜報喜劇動作片，由馬修·范恩執導，范恩與珍·古德曼編劇，劇情部分改編自馬克·米勒與戴夫·吉本斯創作的漫畫《金牌特務》，為《金牌特務》系列電影的第一集。該片由泰隆·艾格頓、柯林·佛斯、山繆·傑克森、馬克·史壯與米高·肯恩等人領銜主演，劇情講述一名「金士曼」特務哈利（佛斯飾演）訓練一名不良少年伊格西（艾格頓飾演）加入團隊，並阻止試圖大量削減人類數量來拯救地球的億萬富豪范倫坦（傑克森飾演）。
金士曼故事的構思於2008年由范恩和米勒一同發想，米勒將這個點子發展成漫畫，范恩則在2012年年底開始和古德曼寫電影劇本。范恩在劇情中加入了大量對間諜題材影視作品（如007系列電影）的致敬，是該片的一大特色。《金牌特務》的主體拍攝於2013年10月6日開始，取景和拍片地點包含英格蘭的薩里郡、康登倫敦自治市、倫敦、松林製片廠和華納兄弟利維斯登工作室等地。該片的配樂部分由亨利·傑克曼與馬修·馬格森負責。
《金牌特務》於2014年12月13日在美國Butt-Numb-A-Thon影展上舉行全球首映，並於2015年1月30日和2月13日分別在英國和美國的院線上映。該片所獲評價多為正面，影評人主要稱讚演員演技和電影風格，但對片中的暴力橋段和笑點則有褒有貶。該片在票房方面也表現不俗，全球總票房超過4億美元。續集《金牌特務：機密對決》於2017年9月20日在英國院線上映，而美國檔期則定在同年9月22日。前傳《金牌特務：金士曼起源》則在2021年12月22日在美國上映。

## 劇情
英國倫敦薩佛街上的一家名叫「金士曼」的高級西服裁縫店，自1849年起為世界上最有權勢的人訂做西服，而在1919年成立不為人知、行動低調的地下諜報組織。1997年，金士曼隊伍潛入中東恐怖組織巢穴並順利逮捕其首腦，但因失誤而沒發現首腦隱藏的手榴彈，導致一名特務李·安文用肉身阻擋而英勇犧牲。代號「加拉哈德」的頂尖特務哈利·哈特對此自責，回倫敦探望李的妻小並授予一個金士曼徽章，背面則刻有緊急聯絡號碼。17年後，宣傳末日理論的大學教授詹姆斯·阿諾遭到億萬富翁里奇蒙·范倫坦綁架，金士曼特務「蘭斯洛特」前去解救，卻被范倫坦的女副手葛希兒用腿部假肢上裝的利刃切成兩半而陣亡。對此，金士曼領袖「亞瑟」命令哈利等全體資深特務各推薦一名候選人，從中挑選一人成為新任「蘭斯洛特」。
李的兒子伊格西如今長大，其母親蜜雪兒已經委身於一個暴力幫派老大迪恩，且又生下一個女兒。伊格西害怕迪恩對母親和妹妹不利，放棄成為陸戰隊狙擊手以及參加奧運體操比賽的機會，從此淪為不良少年。一日，伊格西盜迪恩手下的車狂飆，撞壞警車而被捕入警局。在即將被以重刑起訴前，伊格西便撥打徽章後面的電話並說出暗號，電話才剛放下就立刻被無罪釋放。出去後，保釋他的哈利邀請伊格西到酒吧。迪恩手下回頭報復，哈利不滿其無禮言行而展現高超格鬥技巧放倒所有人，令伊格西對此事保密。伊格西回家後，即使遭到迪恩的愤怒拷打卻一字不提，暗中竊聽伊格西的哈利發現他遵守諾言後，用擴音幫伊格西解圍，並讓他到裁縫店會合，帶領伊格西到金士曼總部參與新一任「蘭斯洛特」的甄選。
哈利去調查遭綁架卻能在外面逍遙自在的阿諾教授，阿諾在被質問的時候頭被炸碎，哈利因此負傷被救回靜養。金士曼幕後成員「梅林」透過哈利戴的錄視眼鏡，得知阿諾教授的頭部爆炸是源於後頸部植入的一個小型芯片，透過反追蹤後查到范倫坦的企業。與此同時，范倫坦向世界發表一款能夠終生免費使用電話和網絡的SIM卡，並召集一大群擁有崇高地位的各國領導人，給所有加入他行列的人頭中植入相同的芯片，並將其餘不打算配合的領導人關押起來。伊格西接受嚴厲的指導、經歷許多艱苦測試後，武藝與智慧都大有增進，以智慧與毅力撐到最後一輪，成為最後三名人選。在一場生死一瞬間的忠誠考核中，他與另一名女候選人蘿西順利晉級最後競選，並刷掉競爭對手查理·赫斯基。但在最後甄選時，伊格西不願對自己一手訓練的狗JB開槍而遭到淘汰，使得蘿西成為新任蘭斯洛特。
甄選失敗的伊格西偷汽車回到母親家裡，見到母親被家暴的傷勢後，原本想找迪恩算帳，但哈利及時遙控汽車將伊格西載到自己家，解釋一切訓練其實都是金士曼安排的佈局（例如殺狗的關卡中使用的子彈僅是空包彈），斥責伊格西浪費大好機會。隨後，哈利跟蹤范倫坦來到美國肯塔基州一個邪教團體會聚的教堂中，躲在隔壁的范倫坦啟動教堂中大部分教徒手機SIM卡的驅動程式，使哈利與教徒們開始不由自主地自相殘殺。最後唯一倖存的哈利走出教堂時，范倫坦出現在他面前，解釋說這些SIM卡能發出一種能影響人體大腦中樞神經的電磁波，會迫使手機持有者和旁觀者喪失理智，隨後槍殺哈利。透過監視器看到此狀的伊格西，悲憤之下回去專賣店找亞瑟，剛要與他舉杯紀念哈利時，突然注意到亞瑟的後頸也有安裝芯片的痕跡。於是，伊格西套問出關於范倫坦利用人類自相殘殺解決人口氾濫、以達到拯救大自然的真正目的。亞瑟本想用毒酒將伊格西滅口，但伊格西用調包計讓亞瑟自己喝下毒酒，並在他死後從他的大腦取出芯片，回到金士曼總部向梅林與蘿西回報。
由於范倫坦定已經由亞瑟得知金士曼的所有特工，梅林、伊格西與蘿西決定孤軍奮戰，到達范倫坦在阿爾卑斯山中的招待所。在伊格西冒充亞瑟潛入總部時，蘿西利用升空裝置到達大氣層外，發射導彈摧毀范倫坦的一顆衛星，造成范倫坦全球連線時失敗。這時，從金士曼落選並被邀請到場的查理認出伊格西，迫使伊格西電昏查理後出逃。然而，范倫坦決定調用另外一架衛星來完成連線，連梅林都無法入侵范倫坦安裝的生物識別系統，伊格西只好再次返回招待所。在遭到衛兵前後夾擊時，靈機一動讓梅林入侵范倫坦的大腦芯片控制系統並開啟自爆裝置，使所有被植入芯片的政商名流們都因頭部被引爆而喪命。但依然活著的范倫坦完成衛星調動，開啟全球連線導致世界各地的人們開始自相殘殺，迫使伊格西全力阻止他。
在一番激戰下，伊格西利用暗藏在皮鞋中的毒劍劃傷並毒死葛希兒，最後將她的利刃肢體投擲出去殺死范倫坦。裝置斷線使世界恢復正常，梅林與蘿西也為伊格西歡呼。伊格西在離開前來到地牢救出瑞典公主提兒蒂，並和她譜出一段戀曲。事情之後，伊格西接替哈利成為新任加拉哈德，來到酒吧打算接走自己母親與妹妹時，再度受迪恩出言不遜。伊格西於是再度上演哈利曾經在酒吧所說的名言與戲碼，利用酒瓶砸昏迪恩後，以哈利的手法教訓其餘流氓。

## 演員
- 泰隆·艾格頓飾演蓋瑞·「伊格西」·安文（Gary "Eggsy" Unwin），資賦優異的少年，父親因公殉職後，母親便與一名幫派老大在一起，因此變得自暴自棄。後來在面臨牢獄之災之時，及時向金士曼求救，因緣際會下認識哈利，並展開成為頂尖特務的測驗。

艾格頓於2013年7月底被編劇兼導演馬修·范恩選上。構思初期，范恩就打算找個「讓人跌破眼鏡的人選」，而當時24歲的艾格頓還只是個演藝界新人，從未拍過電影:60。范恩看出了艾格頓的才華，「就像之前年僅19歲的新人演員珍妮佛·勞倫斯來為魔形女試鏡那樣，只要鏡頭一對準他，你就知道他有幾把刷子。」:60艾格頓受到父親影響，從小就是個間諜片迷，因此十分興奮能有這個機會:27。此前，亞倫·強森曾被劇組找上，但他因故拒絕。有超過60位男演員為該角試鏡:60，傑克·歐康納、約翰·波耶加與克里斯蒂安·庫克等人的試鏡消息也曾被報導。在漫畫中，這個角色的姓為倫敦（London），是傑克·倫敦（Jack London，即電影版中的哈利）的姪子。
- 柯林·佛斯飾演「加拉哈德」 / 哈利·哈特（Galahad / Harry Hart），金士曼頂尖特務之一，代號來自圓桌武士之一加拉哈德，是伊格西生父生前的同事兼好友。為了彌補伊格西，教導他許多知識並給他成為皇家特務的機會。

佛斯於2013年4月底開始和片方洽談參演的事宜。該片是佛斯出演的第一部漫畫改編電影，也是他的大型動作片處女作。在漫畫中，這個角色名為傑克·倫敦。
- 山繆·傑克森飾演里奇蒙·范倫坦（Richmond Valentine），理直氣壯的億萬富豪及慈善家，想法激進，認為人類是導致大自然危害的根本，而開始計謀著一連串清除人類的詭計。他很怕看到血，一旦看到就會反胃。

傑克森於2013年8月初加入劇組。傑克森十分想在007電影中飾演反派，但因可能性不高，於是接下了這個角色，說「我覺得這是個可以讓我詮釋一個龐德反派的機會。」傑克森飾演的范倫坦講話口齒不清，這一設定源自傑克森幼時的口吃。范恩表示，范倫坦這個角色有著很合理又很貼近現實的動機，就像《007：金手指》（1964年）中的反派那樣，「觀眾甚至會喜歡上反派，隨著劇情發展，觀眾們會在正反兩邊角色的立場搖擺，直到反派踰越界線，才開始明確支持正義一方。」另一編劇珍·古德曼則說，「《X戰警：第一戰》（2011年）中那迷人的反派萬磁王讓我們想要打造一個具深度的反派。」此前，有報導稱劇組曾接洽李奧納多·狄卡皮歐和湯姆·克魯斯，范恩於電影上映後表示，由狄卡皮歐來演的可能性之低就好比「我當上了教皇」。
- 馬克·史壯飾演 「梅林」/ 漢米許·麥考夫（Merlin / Hamish Mycroft），金士曼幕後要員，代號來自巫師梅林，擔任訓練各個候選人的考官。
- 米高·肯恩飾演「亞瑟」 / 切斯特·金（Arthur / Chester King），金士曼的主要高層領導[26]，代號為圓桌武士的首領亞瑟王[27]。

肯恩於2013年7月底加入劇組，此一消息由范恩在2013年聖地牙哥國際動漫展上證實。肯恩此前有過出演同為諜報題材電影的經驗，如1960年代一系列改編自萊恩·戴頓間諜小說的電影——（1965年）、《柏林葬禮》（1966年）、《冰海叛諜》（1967年），飾演主角哈利·帕莫；以及《王牌大賤諜3：夠MAN吧》（2002年）等。
- 蘇菲·庫克森飾演蘿珊·「蘿西」·莫頓（Roxanne "Roxy" Morton），蘭斯特洛的女候選人之一，並與伊格西建立起同袍情誼。

庫克森於2013年9月加入劇組。在此之前，艾瑪·華森與貝拉·希斯寇特也曾是女主角的人選。
- 蘇菲亞·波提拉飾演葛希兒（Gazelle），范倫坦的女副手，雙腿義肢有著尖銳的特殊刀刃，身手高超。

范恩曾在電視上的活動轉播中看到殘疾人奧林匹克運動會（殘奧會）男子短跑選手奧斯卡·皮斯托利斯，並為之著迷。為了找到適合的男演員，製作團隊頗為費力，最後范恩想到「何不改成一個女人？」在那之後，雙腿裝義肢的奧運滑雪女運動員艾美·普迪原本幾乎會是該角的演員，最後獲選飾演該角的是有舞蹈底子的波提拉。在漫畫中，這個角色是個雙腿裝義肢的壯碩黑人男性，曾是秘密組織特務，足智多謀。
- 莎曼珊·沃瑪克（英语：Samantha Womack）飾演蜜雪兒·安文（Michelle Unwin），伊格西的母親，前夫為因公殉職的金士曼探員，丈夫逝世後變得失魂落魄，現在委身於幫派老大迪恩，育有一女。
- 傑夫·貝爾（英语：Geoff Bell (actor)）飾演迪恩·安東尼·貝克（Dean Anthony Baker），伊格西的繼父，經營一間小酒館，是一名有暴力傾向的幫派老大。
- 愛德華·霍克羅夫特（英语：Edward Holcroft）飾演查理·赫斯基（Charlie Hesketh），蘭斯洛特的候選人之一，自以為是的富家子弟，亦為伊格西甄選時的最大對手。
- 馬克·漢米爾飾演詹姆斯·阿諾博士（James Arnold），大學教授，專長氣候變遷，因被范倫坦看中其提倡的理論而被綁架。

漫畫中，漢米爾是被阿諾博士綁架的眾多名人之一。漫畫的作者之一馬克·米勒在創作漫畫時就有致電詢問過漢米爾可否讓他出現在漫畫中，並提到若電影版拍成，他願不願意出演。漢米爾欣然同意，回覆道「好，要拍電影時通知我一聲」。
- 傑克·達文波特飾演「蘭斯洛特」/ 詹姆斯·史賓賽（Lancelot / James Spencer），金士曼頂尖特務，代號來自圓桌武士之一蘭斯洛特爵士[27]。
- 漢娜·阿爾絲特倫（英语：Hanna Alström）飾演提兒蒂公主（Princess Tilde），被范倫坦綁架的瑞典女王儲，因為不願參與計畫而被囚禁。

另外，喬諾·戴維斯飾演伊格西的父親李（Lee），金士曼特務之一，在出任務時為了救哈利而喪生。費歐娜·漢普頓飾演金士曼成員艾蜜莉亞（Amelia），偽裝成考生在第一輪測驗中假裝淹死。理察·布雷克在片中客串飾演第三輪測驗的考官。曾有傳言或報導稱有些名人将會或是有機會客串該片，如歌手阿黛尔、泰勒·斯威夫特、埃尔顿·约翰、Lady Gaga、退役足球選手大卫·贝克汉姆和英國導演雷利·史考特（和馬克·漢米爾一樣是出現在漫畫原著中的名人）等人，但最後並無成真。

## 製作

### 發展與編劇
馬修·范恩從在導演《星塵傳奇》（2007年）開始就一直想拍一部間諜電影，至於構想則是與漫畫家馬克·米勒於2008年、正在拍《特攻聯盟》（2010年）時發想的:58-59 。當時范恩與米勒在一間酒吧討論間諜電影，感嘆這類電影已經變得太過嚴肅，打算來拍部像早期007電影和《諜報飛龍》（1966年）那樣的「有趣電影」，且不要像《007首部曲：皇家夜總會》（2005年）那樣忽略主角的受訓過程。米勒後來創作了一個故事，並進一步與戴夫·吉本斯創作了一套漫畫《金牌特務》。范恩在2012年年底、導演《X戰警：未來昔日》（2014年）時與珍·古德曼寫了《金牌特務》電影版的劇本。他將該片描述為電影《窈窕淑女》（1964年）與007電影的綜合體。
編劇過程中，范恩看了許多舊間諜電影，並表示「《金牌特務》是一部向間諜片致敬而不是諷刺的後現代電影」。雖然是根據《金牌特務》漫畫改編，但范恩在片中加入了許多新元素，例如反派范倫坦的個性。范恩也做了些大更動：在漫畫中，哈利（在漫畫中名為傑克·倫敦）與伊格西其實是叔姪關係，但片中兩人並無血緣關係。范恩表示，「若我按照漫畫的（這個）設定，那旅程怎麼開始？樂趣在哪裡？這可能是我做的最大更動。」在漫畫中，有一段婚禮變成殺戮現場的情節，范恩將其改成片中的教堂大混戰。另外，原著漫畫中對金士曼這個組織並未多加介紹，片中的設定源於范恩在找裁縫師訂製西裝時的靈光一閃。漫畫中其實也沒有特務選拔的情節。
電影中有一段政商名流因為腦部芯片爆炸而集體爆頭的場景，最早是由范恩所發想，他預期畫面效果會有巴斯比·貝克萊的風格。伊格西在電影裡接受考驗，要親手殺死自己一手訓練的狗，最初討論這個橋段時，范恩和古德曼出現罕見的意見分歧。古德曼覺得這段劇情不符合英雄情節，最後她提出了另一種方案，也就是如同觀眾所看到的。
為了挪出時間製作《金牌特務》，范恩只好辭掉《X戰警：未來昔日》的工作。他表示「這是個十分艱難的決定」，但「如果不這麼做，就會有人先我一步拍出一部有趣的間諜片」。范恩沿用製作《特攻聯盟》時採用的方式：透過他的製片公司馬福影業來製片並籌資。二十世紀福斯於2013年3月底買下了這部片的發行權。

### 拍攝
《金牌特務》的主體拍攝於2013年10月6日在英格蘭薩里郡的迪卡特開始，由喬治·里奇蒙德掌鏡。10月14日，劇組開始在迪卡特的英國二級登錄建築聖芭芭拉教堂（St Barbara's church）拍攝教堂大戰的橋段。劇組先花了一個星期的時間排練，接著再花一個星期拍攝，前後總共動用了20名特技演員以及近100名演員。在教堂橋段的拍片過程中，有當地民眾目擊了哈利被射殺的鏡頭。伊格西的家在英格蘭康登倫敦自治市的亞歷山大路住宅區拍攝。英國倫敦梅费尔以定製服裝聞名的薩佛街也被用作取景地，金士曼的外裝潢及店面內裝即是以薩佛街11號的賀茲曼裁縫店為原型。范恩曾去這家店訂製西裝，該店的衣服也在片中出現。帽子則由聖詹姆士街的詹姆斯洛克有限公司提供。其他拍攝地點包含英格蘭的松林製片廠和華納兄弟利維斯登工作室等地。
打戲方面，范恩採用動感十足的複雜打鬥風格，取代漫畫中清晰簡單的格調。劇組找來特技團隊協助，成員包含曾與范恩合作過《特攻聯盟》的黑帶武術家布萊德·艾倫、六次世界泰拳冠軍魯迪·瓦拔（Rudi Vrba）、奧運金牌體操選手達米恩·華特斯、特技演員瑞克·英格力許（Rick English），以及負責指導如何用槍的特種部隊成員:60。為了拍攝打戲，本來不是動作片演員的柯林·佛斯（飾演哈利）每天練跑3小時，持續數週，並接受特技團對為期數個月的訓練。他表示「除了拍《BJ單身日記》時以外，我從來沒有動手動腳過。（......）這訓練有時很痛苦。」最後，據一位劇組成員表示，佛斯親自完成了80%的動作戲。從未潛過水的泰隆·艾格頓（飾演伊格西）為了拍片中的水下場景，接受了許多健身和游泳方面的訓練。他花了數個小時拍攝該橋段，並表示「一分鐘的水下場景得花上劇組將近10天來拍，而且我還沒有呼吸管，這是我做過最艱難的工作。」:60蘇菲·庫克森（飾演蘿西）也親自拍了高難度的戲份:60。蘇菲亞·波提拉（飾演刀腿女葛希兒）在拍戲時腳的部分必須穿著特效用裝備，好讓劇組在後製過程中用電腦特效賦予葛希兒一雙刀腿。
- 教堂大戰的取景地——聖芭芭拉教堂（攝於2014年）
- 金士曼裁縫店裝潢的原型——薩佛街11號的賀茲曼裁縫店（英语：H. Huntsman & Sons）（攝於2013年）
- 伊格西家的取景地——亞歷山大路住宅區（英语：Alexandra Road Estate）（攝於2018年）

### 音樂
2014年5月，據報導，亨利·傑克曼與馬修·馬格森將負責創作《金牌特務》的配樂。7月，蓋瑞·巴洛經證實將為該片寫歌。該片的電影原聲帶於2015年2月13日由La-La Land唱片發行。除此之外，片中還出現了接招合唱團的〈Get Ready for It〉（在片尾字幕播出）、險峻海峽的〈Money for Nothing〉、艾麗·高登的〈Heavy Crown〉、林納·史金納的〈Free Bird〉和愛德華·艾爾加的《威風凜凜進行曲》等音樂作品，但並未收錄在原聲帶中。其中，〈Free Bird〉出現在教堂大戰的橋段，且經過編導范恩的好友查爾斯·馬丁（Charles Martin）重新混音。范恩原本打算用槍與玫瑰樂團的歌曲〈November Rain〉，但因吉他獨奏的部分不夠長，於是上網找吉他獨奏時間夠長的好歌，第一筆資料就是〈Free Bird〉。

## 致敬與參考
有媒體認為，該片有多處參考自其他間諜題材作品（如007系列電影），或者是向它們致敬，如影評人喬丹·霍夫曼刊登在英國《衛報》上的文章中就稱該片滿溢著「007的精神」，而《滾石》雜誌的彼得·崔維斯則認為該片介於007電影和《王牌大賤諜》（戲仿自前者）之間。編導范恩自己也將該片描述為電影《窈窕淑女》（1964年）與007電影的綜合體。
角色方面，《衛報》的編者史都華·傑佛里斯（Stuart Jeffries）認為，哈利這個角色是向1960年代英國諜報電視劇《復仇者》之主角約翰·史提德致敬，兩人都是穿著講究的紳士情報員，而和哈利一樣，史提德也是以一把暗藏玄機的雨傘當做隨身武器（從第三季開始）。Den of Geek的大衛·克羅（David Crow）也有相同的看法，並指出另外兩個共同點：其一是兩人都像老一輩的英國人一樣，常管教晚輩有關禮儀的事情；其二是史提德所住的公寓（從第五季開始）與哈利的很相似。不過克羅在文章中寫道，哈利和1960年代一系列改編自萊恩·戴頓間諜小說的電影——（1965年）、《柏林葬禮》（1966年）和《冰海叛諜》（1967年）之主角哈利·帕莫的關聯更為明顯，首先兩人的名字都是哈利（Harry），再來兩人的形象相似，尤其是都戴著醒目的黑色厚框眼鏡。無巧不巧，帕爾默的演員米高·肯恩也是本片的演員之一。
設定方面，在片中，金士曼裁縫店有一座通往地底車站的秘密電梯，特務們以此前往金士曼總部。網站CinemaBlend的編者麥克·瑞斯（Mike Reyes）認為此一設計參考自電影《007：誰與爭鋒》（2002年）的情節。伊格西在挑選武器時看到一雙鞋尖可以彈出淬毒刀刃的鞋子，克羅指出，這個設計的靈感來自007電影《鐵金剛勇破間諜網》（1963年）中的女反派羅莎·克萊布，霍夫曼也有相同的看法。另外，在伊格西選武器時，哈利提到金士曼曾經研發一款藏在鞋子裡的電話。克羅認為這是在向1960年代諜報喜劇影集《糊塗情報員》致敬。片中有一段亞瑟問伊格西的狗叫什麼名字的橋段，伊格西回答「JB」，而亞瑟接著問「JB」是「James Bond」（詹姆士·龐德，007）還是「Jason Bourne」（傑森·包恩，《神鬼認證》）的縮寫，伊格西說是「Jack Bauer」（傑克·鮑爾，《24反恐任務》）的縮寫。片中還有一段哈利和范倫坦在用餐時針對007反派高談闊論的橋段。
瑞斯在文章中指出，范倫坦的秘密基地的設計參考自《鐵金剛勇破火箭嶺》（1967年）中，反派恩斯特·史塔夫羅·布洛費挖空火山內部而成的基地，兩者皆裝設有高科技產品，而且都有私人軍隊駐守。片中伊格西潛入范倫坦的秘密基地後，點了一杯馬丁尼調酒，酒保問他要怎麼個調法，伊格西照著哈利教他的，回答說「當然是要琴酒，然後攪拌個10秒。」然後朝一瓶還沒開的苦艾酒看了一眼。克羅認為這是在和007電影中的經典台詞「伏特加馬丁尼，搖勻的，不要攪勻的。」（vodka martini, shaken, not stirred.）唱反調。崔維斯在影評中也有提到這點。
劇情部份，片中范倫坦企圖消滅地球上大多數的人類，只留他想留活口的少部分權貴人士，這點與《007：太空城》（1979年）中反派雨果·德瑞克斯的優生學計畫類似。而范倫坦入侵衛星系統來執行邪惡計畫的情節，則與（1997年）相似。片尾，伊格西與提兒蒂公主發生了親密行為，而梅林透過電腦看到一眼後就將電腦闔上。瑞斯猜測這參考自《007：海底城》（1977年）片尾，龐德和龐德女郎安雅·阿瑪索瓦發生親密關係，不理會M先生、果戈理將軍（General Gogol）和英國國防部長佛德瑞克·格雷（Frederick Gray）打來的電話的橋段。

## 上映
《金牌特務》於2014年12月13日在美國的Butt-Numb-A-Thon影展上全球首映。2015年1月14日，該片的首映禮在英國倫敦萊斯特廣場舉行，編導馬修·范恩和主演泰隆·艾格頓、柯林·佛斯和馬克·史壯皆有出席，接招合唱團現場演出該片的主題曲。原著漫畫作者之一馬克·米勒在上映前還舉行了一場慈善性質的放映，為母校聖巴塞洛繆斯（St. Bartholomews）募款。該片於2015年1月29日正式在英國院線上映。美國方面，發行商二十世紀福斯先後將檔期排在2014年11月14日、2015年3月6日和2014年10月24日，最後定於2015年2月13日。

### 市場營銷
該片的前導預告與前導海報於2014年5月底發布，9月釋出正式預告。R級預告於12月初發布。
2015年1月14日，原著漫畫趁著該片上映以新的封面重新推出。編導范恩與奢侈品零售店波特先生（Mr Porter）合作推出60款電影服裝或配件，其中服裝的部分由該片的服裝設計師亞莉安·菲力普斯和波特先生聯手設計，而領帶（Drake's）、襯衫（Turnbull & Asser）、眼鏡（Cutler and Gross）、雨傘（Swaine Adeney Brigg）、鞋子（George Cleverley）、手錶（Bremont）和外套（麥金托什）等則由其他品牌負責製作。這種合作讓《金牌特務》成為同類中第一部能讓觀眾買到所有片中服裝的電影。另外，據英國《衛報》報導，該片讓南韓的西裝銷售量成長不少。

### 審查
英國電影分級委員會將該片列為15級，理由是片中的「暴力和髒話」。該片在英國原本會被分為18級，不過片方選擇刪減過於暴力的鏡頭，好以15級上映。在美國，美國電影協會（MPAA）以片中有「極度暴力的橋段、髒話和一些性內容」為由將電影評為R級，意味著17歲以下觀眾需要有家長或成年監護人陪同才能觀看。在拉丁美洲、印度尼西亚（以下簡稱印尼）和中国大陆，教堂大戰的橋段被刪減。其中，印尼電影審查委員會認為此一橋段「可能會冒犯基督徒」，故將之刪去。不過，含性意味的片尾並未被刪減。

## 迴響

### 評價
《金牌特務》獲得多數影評人的好評。影評匯總網站爛蕃茄上收集的246篇專業影評文章中，有182篇給予該片「新鮮」的正面評價，「新鮮度」為74%，平均得分6.8分（滿分10分），該網站對電影的共識性評價寫道「該片時尚、顛覆且樂趣無窮，展現出導演馬修·范恩放膽戲仿間諜電影的成果」，而Metacritic則根據50篇評論文章，其中31篇予以好評，6篇差評，13篇褒貶不一，給予平均分64（滿分100），綜合結果為「正負評平均參雜」。據CinemaScore進行的調查，觀眾的平均評價於A+至F間落於「B+」。
《滾石》雜誌的彼得·崔維斯給出了3顆星（滿分4顆）的分數，認為該片在眾多間諜片中開創了一條新路，寫道「就算劇情完全超脫常理，《金牌特務》仍然令人興味盎然。」《綜藝》雜誌的彼得·迪布吉（Peter Debruge）給予該片好評，並特別稱讚主演柯林·佛斯的表現。《新聞日報》的雷夫·高茲曼（Rafer Guzman）給出2.5顆星（滿分4顆）的正面評價，稱讚該片「風格時尚、充滿活力且有趣十足」，並表示「雖然該片缺乏情感戲，且女性的戲份少到不能再少，但華麗的視覺效果和厚顏無恥的笑點彌補了一切」。
不過也有影評人給出負面評價。《衛報》的影評人彼得·布萊德肖給予該片2顆星（滿分5顆）的差評，批評其為「一部不停傻笑的間諜惡搞片，出乎意料地沒吸引力，且在無意之間顯得老掉牙。」RogerEbert.com的彼得·索茨斯基（Peter Sobczynski）打出2顆星（滿分4顆）的分數，表示「《金牌特務》的前提頗有意思，且劇中確實有一些無禮的精彩橋段，但一段時間後，這部片就開始令人眼花撩亂，感到乏味了」，並批評該片過度使用暴力畫面。《芝加哥論壇報》的麥可·菲利浦斯給予《金牌特務》1.5顆星（滿分4顆）的負面評價，寫道「我認為范恩透過暴力橋段呈現的笑點是拖油瓶，（......）逐漸令人麻木。一小時後，我想要看些能讓眼睛清靜一下的東西，不要淨是些關於間諜片類型的笑話。」

### 票房
截至下檔日，《金牌特務》在美國及加拿大地區共累積了約1.282億美元的票房，加上來自其他地區的2.86億美元，全球票房共計4.143億美元，而其製片預算則介於8,100萬至9,400萬美元之間。
該片於2015年1月30日率先在瑞典、英國、愛爾蘭和馬爾他上映。在英國，該片於首映週末進帳650萬美元，僅次於《大英雄天團》排名第二。隔週末，《金牌特務》在澳洲和紐西蘭開畫，並同時登上這兩個市場的票房冠軍寶座。在第三個週末，該片又在39個地區上映，透過4,844個大螢幕成功收穫2,300萬美元的票房，並在新加坡、香港和泰國奪下票房冠軍（其餘地區則由《格雷的五十道陰影》稱霸）。到了第四個週末，該片已經在54個地區的5,940個大螢幕上映，當週票房為3,340萬美元。當中首映週末票房最高的地區（美國除外）依序為中國、南韓、俄羅斯（獨立國家國協）、臺灣和法國。
在北美地區，該片於2015年2月13日（第三週）上映，正逢為期四天的總統日連假，並面臨同期強檔新片《格雷的五十道陰影》的競爭，外界預測其首週末票房約為2,800萬美元。該片共在北美的3,204家電影院開畫，首日票房為1,040萬美元，首週末三天總票房為3,620萬美元，次於《格雷的五十道陰影》（8,510萬美元）排名第二，成績高於預期。若算入連假，該片四天一共進帳了4,180萬美元的票房。隔週末，該片的票房為1,830萬美元，較前週末下跌了49%，依舊排名第二，票房下滑趨勢明顯緩於其他在總統日假期上映的漫畫改編電影，如《夜魔俠》（2003年）、《康斯坦汀：驅魔神探》（2005年）和《惡靈戰警》（2007年）。第三個週末，該片的票房成績下降35%到1,190萬美元，敗給威爾·史密斯的新片《決勝焦點》，續居第二名。到了第四個週末，該片又進帳了830萬美元，排名當週第四。直到上映第十週為止，該片都保持在前十名內。該片在上映21週後於2015年7月下檔。
中国大陆方面，該片在2015年3月27日上映，於首週三天获得1.56亿人民币居冠，並於次週取得1.98亿，僅次於中國大陸國產新片《战狼》居亚军。第三週，該片進帳1.18億排名第四，最终累计4.84亿。
臺灣方面，口碑場三天票房為新臺幣1,200萬元；於2015年2月18日正式上映後，首週票房累計至新臺幣1.1億元；次週票房累計至新臺幣2.15億元；第三週票房累計至新臺幣2.68億元；第四週票房累計至新臺幣2.9億元；第五週票房累計至新臺幣3.17億元；第六週票房累計至新臺幣3.3億元；最終全臺票房為新台幣3.38億元。
香港方面，該片於2015年2月12日上映，首週四天內取得692萬港幣列榜首，隔週進帳1,132萬港幣排名第五。該片在第三週依舊名列第五，當週票房為769萬港幣，而在第四週和第五週該片都排名第六。到了第六週，該片被擠出票房排名的前十位。截止至2015年4月22日的下檔日，香港總票房達到3,276萬港幣:42。
截止至下檔日，除了北美以外，該片前五大的市場分別為中國、南韓、英國、澳洲和俄羅斯。
| 上一届： 《朱比特崛起》       | 2015年香港一週票房冠軍 第6週      | 下一届： 《STAND BY ME 哆啦A夢》 |
| 上一届： 《格雷的五十道陰影》 | 2015年臺北週末票房冠軍 第8-10週   | 下一届： 《仙履奇緣》            |
| 上一届： 《灰姑娘》           | 2015年中國內地一周票房冠軍 第13週 | 下一届： 《战狼》                |

### 榮譽
| 類別             | 頒獎日期      | 獎項                              | 獲獎或入圍者                                                                          | 結果 | 來源            |
| ---------------- | ------------- | --------------------------------- | ------------------------------------------------------------------------------------- | ---- | --------------- |
| 金愚人獎         | 2015年        | 年度最被低估電影                  | 《金牌特務》                                                                          | 獲獎 | [ 137 ]         |
| 金愚人獎         | 2015年        | 年度最大驚喜                      | 《金牌特務》                                                                          | 提名 | [ 137 ]         |
| 金愚人獎         | 2015年        | 年度突破演出                      | 泰隆·艾格頓                                                                           | 提名 | [ 137 ]         |
| 金愚人獎         | 2015年        | 年度最酷角色                      | 「加拉哈德」 / 哈利·哈特                                                              | 提名 | [ 137 ]         |
| 金愚人獎         | 2015年        | 年度最佳打戲                      | 「教堂大戰」                                                                          | 獲獎 | [ 137 ]         |
| 金愚人獎         | 2015年        | 年度最令人印象深刻橋段            | 《金牌特務》                                                                          | 提名 | [ 137 ]         |
| 金愚人獎         | 2015年        | 年度最佳台詞                      | 「禮儀成就不凡的人。」（Manners maketh man.）                                                            | 提名 | [ 137 ]         |
| 金預告獎         | 2015年        | 最佳預告（動作片）                | 二十世紀福斯與Wild Card                                                               | 提名 | [ 138 ] [ 139 ] |
| 金預告獎         | 2015年        | 最佳宣傳                          | 二十世紀福斯與The Refinery                                                            | 提名 | [ 138 ] [ 139 ] |
| 帝國獎           | 2015年3月29日 | 最佳英國電影                      | 《金牌特務》                                                                          | 獲獎 | [ 139 ] [ 140 ] |
| 帝國獎           | 2015年3月29日 | 最佳驚悚電影                      | 《金牌特務》                                                                          | 提名 | [ 139 ] [ 140 ] |
| 帝國獎           | 2015年3月29日 | 最佳男新人                        | 泰隆·艾格頓                                                                           | 獲獎 | [ 139 ] [ 140 ] |
| 帝國獎           | 2015年3月29日 | 最佳女新人                        | 蘇菲·庫克森                                                                           | 提名 | [ 139 ] [ 140 ] |
| 青少年选择奖     | 2015年8月16日 | 電影選擇獎：動作片                | 《金牌特務》                                                                          | 提名 | [ 139 ]         |
| 青少年选择奖     | 2015年8月16日 | 電影選擇獎：表現突出明星          | 泰隆·艾格頓                                                                           | 提名 | [ 139 ]         |
| 服裝設計師工會獎 | 2016年        | 最佳服裝設計——當代電影            | 亞莉安·菲力普斯                                                                       | 提名 | [ 141 ]         |
| ASCAP獎          | 2016年        | 最佳配樂——票房大片                | 亨利·傑克曼與馬修·馬格森                                                              | 獲獎 | [ 142 ]         |
| 金預告獎         | 2016年        | 最佳電視預告（外國）              | 「拯救世界」（Save The World）——二十世紀福斯與Mob Scene Creative Productions                        | 提名 | [ 143 ]         |
| 华鼎奖           | 2016年        | 全球最佳男主角                    | 柯林·佛斯                                                                             | 提名 | [ 139 ]         |
| IFMCA獎          | 2016年        | 最佳原創配樂——動作/冒險/驚悚電影  | 亨利·傑克曼與馬修·馬格森                                                              | 提名 | [ 139 ]         |
| 金牛座世界特技獎 | 2016年        | 最佳打戲                          | 瑞克·英格力許（Rick English）、魯道夫·瓦拔（Rudolf Vrba）、達米恩·華特斯、詹姆斯·哈里斯（James Harris）與格雷格·湯利（Greg Townley） | 獲獎 | [ 139 ]         |
| 金牛座世界特技獎 | 2016年        | 最佳打戲                          | 瑞克·英格力許、羅里·穆羅（Rory Mulroe）、詹姆斯·哈里斯、卡利·尼爾（Cali Nelle）與塞巴斯蒂安·贊尼辛可（Sebastian Zaniesienko）   | 提名 | [ 139 ]         |
| 金牛座世界特技獎 | 2016年        | 最佳特技協調員/第二組導演         | 布萊德利·詹姆斯·艾倫與馬福影業                                                        | 提名 | [ 139 ]         |
| 音樂監督工會獎   | 2016年1月21日 | 最佳音樂監督：預算高於2,500萬美元 | 伊恩·尼爾（Ian Neil）                                                                         | 提名 | [ 144 ] [ 145 ] |
| 日本電影金像獎   | 2016年3月4日  | 最優秀外國作品                    | 《金牌特務》                                                                          | 提名 | [ 146 ]         |
| MTV影視大獎      | 2016年4月10日 | 最佳反派                          | 山繆·傑克森                                                                           | 提名 | [ 147 ]         |
| 土星獎           | 2016年6月22日 | 最佳漫畫改編電影                  | 《金牌特務》                                                                          | 提名 | [ 139 ]         |
| 土星獎           | 2016年6月22日 | 最佳編劇                          | 珍·古德曼與馬修·范恩                                                                  | 提名 | [ 139 ]         |
| 土星獎           | 2016年6月22日 | 最佳男主角                        | 泰隆·艾格頓                                                                           | 提名 | [ 139 ]         |
| 土星獎           | 2016年6月22日 | 最佳剪輯                          | 艾迪·漢彌頓（Eddie Hamilton）與強·哈里斯                                                            | 提名 | [ 139 ]         |
| 土星獎           | 2016年6月22日 | 最佳服裝設計                      | 亞莉安·菲力普斯                                                                       | 提名 | [ 139 ]         |

### 爭議
片中有一段反派里奇蒙·范倫坦（山繆·傑克森飾演）到美國白宮攏絡有權人物的橋段，當中范倫坦與一名背影與時任美國總統巴拉克·歐巴馬相似的人握手。而在結尾處，范倫坦攏絡的權貴都因腦部晶片爆炸而死，其中似乎也包含了貌似歐巴馬的人物，受到外界關注。編導范恩澄清，「這並不是要抨擊或影射歐巴馬本人，只是用以展現范倫坦的影響力，如果要達到那個目的，世上就屬白宮或白宮人物最好用了」。
2019年10月，一支經過剪輯的教堂大戰影片出現在美国总统唐納·川普的支持者聚會上。這支影片中，失去理智而瘋狂殺人的哈利·哈特（柯林·佛斯飾演）的臉被改成川普的臉，而其他人的臉則被改成新聞媒體的標誌或反對派政客和政治評論家的臉。白宮對此發表聲明，表示川普強烈譴責這支影片，並且沒有去看它。

## 家庭媒體
該片的數位HD版本於2015年5月15日發布，而DVD和藍光光碟則於同年6月9日上市。DVD和藍光光碟皆附有特別收錄，不過藍光光碟的特別收錄長度較長。6月14日，該片擠下《海綿寶寶：海陸大出擊》，登上美國Nielsen VideoScan光碟銷售量排名的第一名。截至2020年7月，該片已在家庭媒體方面收穫了約3,841萬美元的收益。

## 後續影響
根據日本漫畫《银魂》改編的2017年同名真人電影參考了《金牌特務》中的武打戲。導演福田雄一表示，「《銀魂》本身就是一個天馬行空的世界，不應該侷限於一項武術，所以參考了《金牌特務》、《特攻聯盟》（2010年）等電影，最後出來的打鬥效果有一點舞蹈感。」改編自日本漫畫《城市猎人》的2019年同名法國電影也以《金牌特務》為參考對象，該片的主演菲力普·拉紹在談到製作過程時說：「（......）這部電影的動作與逗趣，靈感來自於《金牌特務》和《終極殺陣》。」日本漫畫家久保帶人曾表示，《金牌特務》給了他創作《BURN THE WITCH》的題材靈感:83。

## 續集
編劇兼導演馬修·范恩和漫畫作家馬克·米勒表示，如果第一集評價和票房不錯，就有可能推出續集。2015年4月底，據報導，福斯已在籌拍續集。6月，范恩開始撰寫續集劇本，並表示他可以繼續擔任導演。泰隆·艾格頓、柯林·佛斯、馬克·史壯、蘇菲·庫克森、愛德華·霍克羅夫特與漢娜·阿爾絲特倫等原班人馬都有回歸續集，而茱莉安·摩爾（飾演反派罌粟姐）、查寧·坦圖、傑夫·布里吉、荷莉·貝瑞、佩德羅·帕斯卡等演員也加入演出。續集的主體拍攝於2016年5月15日至9月13日間進行，取景地點包含英格蘭的伯明翰和华纳兄弟利维斯登工作室，以及義大利和斯里蘭卡的山區等。續集於2017年9月20日在英國院線上映，而美國檔期則定在同年9月22日。續集所獲評價整體而言褒貶不一，不過全球票房仍突破4億美元。

## 備註
1. 1 2  譯名參考自大英圖書館中文網[30]。
2. ↑  該角色與本片有些許連結，參見#致敬與參考章節。
3. ↑  霍夫曼在文章中提到，電影中出現了「羅特·蓮娜的尖刺鞋（spiked shoe）」[67]，蓮娜就是克萊布一角的演員[31]。

## 額外資料
- Goldman, Michael. . American Cinematographer（英语：American Cinematographer）. March 2015, 96 (3): 20, 22, 24, 26, 28, 30 （英语）.ProQuest 2598162821

## 外部連結
- 官方网站（英文）
- 互联网电影数据库（IMDb）上《皇家特工：間諜密令》的资料（英文）
- AllMovie上《皇家特工：間諜密令》的资料（英文）
- 爛番茄上《皇家特工：間諜密令》的資料（英文）
- Metacritic上《皇家特工：間諜密令》的資料（英文）
- Box Office Mojo上《皇家特工：間諜密令》的資料（英文）
- Yahoo奇摩電影上《皇家特工：間諜密令》的資料（繁體中文）
- 開眼電影網上《皇家特工：間諜密令》的資料（繁體中文）
- 雅虎香港電影上《皇家特工：間諜密令》的資料（繁體中文）
- 豆瓣电影上《王牌特工：特工学院》的資料 （简体中文）
- 时光网上《王牌特工：特工学院》的資料（简体中文）